# Количество вещества
Коли́чество вещества́ — физическая величина, характеризующая количество однотипных структурных единиц, содержащихся в веществе. Под структурными единицами понимаются любые частицы, из которых состоит вещество (атомы, молекулы, ионы, электроны или любые другие частицы). Единица измерения количества вещества в Международной системе единиц (СИ) и в системе СГС — моль. Без конкретизации объекта рассмотрения термин «количество вещества» не используют.

## Применение
Эта физическая величина используется для измерения макроскопических количеств веществ в тех случаях, когда для численного описания изучаемых процессов необходимо принимать во внимание микроскопическое строение вещества, например, в химии при изучении процессов электролиза, или в термодинамике при описании уравнений состояния идеального газа.
При описании химических реакций количество вещества является более удобной величиной, чем масса, так как молекулы взаимодействуют независимо от их массы в количествах, кратных целым числам.
Например, для реакции горения водорода (2H2 + O2 → 2H2O) требуется в два раза большее количество вещества водорода, чем кислорода. При этом масса водорода, участвующего в реакции, примерно в 8 раз меньше массы кислорода (так как атомная масса водорода примерно в 16 раз меньше атомной массы кислорода). Таким образом, использование количества вещества облегчает интерпретацию уравнений реакций: соотношение между количествами реагирующих веществ непосредственно отражается коэффициентами в уравнениях.
Так как использовать в расчётах непосредственно количество молекул неудобно, потому что это число в реальных опытах слишком велико, вместо измерения количества молекул в единицах «штука», их измеряют в молях. Фактическое количество единиц «штука» в 1 моле вещества называется числом Авогадро (NA = 6,02214076⋅1023 «штука»/моль).
Количество вещества обозначается латинской {\displaystyle n} (эн) и не рекомендуется обозначать греческой буквой {\displaystyle \nu } (ню), поскольку этой буквой в химической термодинамике обозначается стехиометрический коэффициент вещества в реакции, а он, по определению, положителен для продуктов реакции и отрицателен для реагентов. Однако в школьном курсе широко используется именно греческая буква {\displaystyle \nu } (ню).
Для вычисления количества вещества на основании его массы пользуются понятием молярная масса: {\displaystyle n=m/M}, где m — масса вещества, M — молярная масса вещества. Молярная масса — это масса, которая приходится на один моль данного вещества. Молярная масса вещества может быть получена произведением молекулярной массы этого вещества на количество молекул в 1 моле — на число Авогадро. Молярная масса (измеренная в г/моль) численно совпадает с относительной молекулярной массой.
По закону Авогадро количество газообразного вещества можно также определить на основании его объёма: {\displaystyle n} = V / Vm, где V — объём газа при нормальных условиях, а Vm — молярный объём газа при тех же условиях, равный 22,4 л/моль.
Таким образом, справедлива формула, объединяющая основные расчёты с количеством вещества:
{\displaystyle n={\frac {m}{M}}={\frac {N}{N_{\mathrm {A} }}}={\frac {V}{V_{\mathrm {m} }}}}